# Plombokan
Plombokan is een bestuurslaag in het regentschap Semarang van de provincie Midden-Java, Indonesië. Plombokan telt 8815 inwoners (volkstelling 2010).